# كارمن (مسرحية)
كارمن هي مسرحية كوميدية مصرية عرضت في عام 1999، من بطولة محمد صبحي وسيمون، المسرحية مأخوذة عن رواية كارمن  للكاتب الفرنسي بروسبير ميريميه ومن إخراج محمد صبحي.

## عن المسرحية
كارمن هي مسرحية من أعمال الفنان محمد صبحي قدمت أول مرة علي مسرح سينما راديو في 14 يوليو عام 1999. المسرحية مأخوذة عن أوبرا كارمن لجورج بيزيه وأضافها صبحي داخل قصة أخرى ليناقش مفاهيم إنسانية كثيرة، من ضمنها الحرية المطلقة والديكتاتورة، وربطها بالواقع السياسي الذي يعيشه العالم اليوم طارحاً تسائله: هل الحرية المطلقة التي يصل بها الناس لحد الغوغاء والفوضي تستلزم وجود ديكتاتور لكبح جماحها، أم وجود الديكتاتور الذي يقهر الناس في الأصل هو السبب الذي يدفعهم للمطالبة بالمزيد من الحرية حتي يصلوا للفوضى؟.

## طاقم التمثيل
- محمد صبحي: (الأستاذ)
- سيمون: (كريمة)
- أركان فؤاد: (راضي)
- خليل مرسي: (أيمن)
- عبد الله مشرف: (المنتج)
- مجدي صبحي: (زكي)
- أيمن عزب
- عبير فاروق: (مشيرة)
- شوقي طنطاوي
- محمد رضوان
- محمد حسن
- علي الشريف
- شريف محسن
- هشام فريد

## فريق العمل
- إخراج مسرحي: محمد صبحي
- إخراج تلفزيوني: هشام عكاشة
- قصة: عن رواية كارمن  للكاتب الفرنسي بروسبير ميريميه
- موسيقي كارمن: جورج بيزيه
- إعداد مسرحي: يسري خميس
- مديرو التصوير: ممدوح الزهار، محمود حامد، سامي فيليب، طارق عبد الغني
- أشعار وتأليف الأغاني: محمد بغدادي
- موسيقي وألحان الأغاني: عمر خيرت
- إنتاج: صوت القاهرة للصوتيات والمرئيات (محمد عمارة)